# Lord Jim (pel·lícula)
Lord Jim és una pel·lícula estatunidenca dirigida per Richard Brooks, estrenada el 1965. Ha estat doblada al català.

## Argument[2]
Durant una tempesta, un oficial d'infanteria de marina abandona el seu vaixell. Per expiar la seva covardia, es llança a les aventures més perilloses.

## Repartiment
- Peter O'Toole: Lord Jim
- James Mason: cavaller Brown
- Curd Jürgens: Cornelius
- Eli Wallach: el general
- Jack Hawkins: Marlow
- Daliah Lavi: la noia
- Paul Lukas: Stein
- Akim Tamiroff: Schomberg
- Christian Marquand: l'oficial francès
- Andrew Keir: Brierly
- Tatsuo Saito: Du-Ramin
- Ichizo Itami: Waris
- Marga Maitland: l'ancià